# Сінарський
Сіна́рський (рос. Синарский) — селище у складі Каменського міського округу Свердловської області.
Населення — 89 осіб (2010, 124 у 2002).
Національний склад станом на 2002 рік: росіяни — 69 %, татари — 29 %.
Раніше існувало три населених пункти: Сінарський, Багаряк та Заготскот.